# Clinton (Nowa Zelandia)
Clinton – miasto w Nowej Zelandii, na Wyspie Południowej, w regionie Otago.